# Neubijanje
Neubijanje (eng. nonkilling) odnosi se na odsutnost ubijanja, prijetnje smrću, i uvjetima u ljudskom društvu koje su usmjerene u oduzimanju života. Neubijanje dio je budističke etike i odnosi se na prvih pet propisa Pancasile, a kao pojam je objavljen u Povelji za svijet bez nasilja tokom 8. Svjetskog skupa dobitnika Nobelove nagrade za mir.